# Welsh Premier League (2006/2007)
Welsh Premier League 2006/2007 (znana jako  Principality Building Society Welsh Premier League ze względów sponsorskich) był 15. sezonem najwyższej klasy rozgrywkowej w Walii.
Sezon został otwarty 18 sierpnia 2006 r., a zakończył się 28 kwietnia 2007 r.
Mistrzem po raz czwarty w swojej historii został zespół The New Saints F.C..

## Skład ligi w sezonie 2006/2007
W lidze rywalizowało siedemnaście drużyn z poprzedniego sezonu. Z powodów licencyjnych żadna z drużyn Welsh Football League Division One i Cymru Alliance nie otrzymała promocji, dzięki czemu w lidzie utrzymał się Caersws. Drugi zespół z miejsc spadkowych Cardiff Grange Harlequins z powodów finansowych zrezygnował z gry w lidze.
| Uczestnicy poprzedniej edycji | Uczestnicy poprzedniej edycji | Uczestnicy poprzedniej edycji | Uczestnicy poprzedniej edycji |
| --- | ----------------------------- | ----------------------------- | ----------------------------- |
| TNS | Total Network Solutions       | Llantsantffraid, Oswestry     | 1                             |
| LLA | Llanelli AFC                  | Llanelli                      | 2                             |
| RHY | Rhyl FC                       | Rhyl                          | 3                             |
| CMR | Carmarthen Town               | Carmarthen                    | 4                             |
| PTT | Port Talbot Town F.C.         | Port Talbot                   | 5                             |
| WEL | Welshpool Town                | Welshpool                     | 6                             |
| ABE | Aberystwyth Town F.C.         | Aberystwyth                   | 7                             |
| HAV | Haverfordwest County          | Haverfordwest                 | 8                             |
| BAN | Bangor City                   | Bangor                        | 9                             |
| CWS | Caersws                       | Caersws                       | 10                            |
| POR | Porthmadog                    | Porthmadog                    | 11                            |
| CQN | Connah’s Quay Nomads F.C.     | Connah’s Quay                 | 12                            |
| CAE | Caernarfon Town               | Caernarfon                    | 13                            |
| CDR | Cefn Druids                   | Cefn Mawr, Wrexham            | 14                            |
| AIR | Airbus UK F.C.                | Broughton                     | 15                            |
| NTW | Newtown A.F.C.                | Newtown                       | 16                            |
| CWM | Cwmbran Town                  | Cwmbran Town                  | 17                            |
| Oznaczenia: - kolumna pierwsza – skróty nazw drużyn, - kolumna trzecia – siedziba klubu, - kolumna czwarta – miejsce zajęte w poprzednim sezonie. |                               |                               |                               |

## Rozgrywki

### Tabela
| Lp. | Drużyna                   | M  | Z  | R  | P  | Bramki | Bramki | Różn. | Pkt | Uwagi                                        |
| --- | ------------------------- | -- | -- | -- | -- | ------ | ------ | ----- | --- | -------------------------------------------- |
| 1   | The New Saints F.C.1 (M)  | 32 | 24 | 4  | 4  | 81     | 20     | +61   | 76  | Liga Mistrzów UEFA • I runda kwalifikacyjna  |
| 2   | Rhyl FC                   | 32 | 20 | 9  | 3  | 67     | 35     | +32   | 69  | Puchar UEFA • I runda kwalifikacyjna         |
| 3   | Llanelli AFC              | 32 | 18 | 9  | 5  | 72     | 33     | +39   | 63  | Puchar Intertoto UEFA (2007)                 |
| 4   | Welshpool Town            | 32 | 17 | 9  | 6  | 54     | 33     | +21   | 60  |                                              |
| 5   | Connah’s Quay Nomads F.C. | 32 | 16 | 8  | 8  | 49     | 40     | +9    | 56  |                                              |
| 6   | Port Talbot Town F.C.     | 32 | 15 | 6  | 11 | 42     | 39     | +3    | 51  |                                              |
| 7   | Carmarthen Town (P)       | 32 | 14 | 8  | 10 | 57     | 50     | +7    | 50  | Puchar UEFA • I runda kwalifikacyjna         |
| 8   | Aberystwyth Town F.C.     | 32 | 13 | 9  | 10 | 47     | 37     | +10   | 48  |                                              |
| 9   | Bangor City               | 32 | 14 | 6  | 12 | 55     | 47     | +8    | 48  |                                              |
| 10  | Haverfordwest County      | 32 | 10 | 9  | 13 | 49     | 46     | +3    | 39  |                                              |
| 11  | Porthmadog2               | 32 | 8  | 11 | 13 | 40     | 52     | −12   | 32  |                                              |
| 12  | Airbus UK F.C.            | 32 | 7  | 8  | 17 | 40     | 67     | −27   | 29  |                                              |
| 13  | Cefn Druids               | 32 | 7  | 7  | 18 | 41     | 66     | −25   | 28  |                                              |
| 14  | Caersws                   | 32 | 6  | 9  | 17 | 34     | 59     | −25   | 27  |                                              |
| 15  | Caernarfon Town           | 32 | 6  | 8  | 18 | 41     | 73     | −32   | 26  |                                              |
| 16  | Newtown A.F.C.            | 32 | 6  | 6  | 20 | 30     | 63     | −33   | 24  |                                              |
| 17  | Cwmbran Town (S)          | 32 | 4  | 8  | 20 | 36     | 75     | −39   | 20  | Spadek do Welsh Football League Division One |

### Wyniki
| Gospodarz \ Gość          | ABE | AIR | BAN | CAE | CWS | CMR | CDR | CQN | CWM | HAV | LLA | NTW | PTT | POR | RHY | TNS | WEL |
| Aberystwyth Town F.C.     |     | 1:1 | 0:2 | 2:0 | 1:0 | 4:2 | 3:0 | 1:1 | 3:1 | 2:2 | 1:1 | 4:2 | 0:2 | 0:1 | 2:3 | 0:0 | 0:0 |
| Airbus UK F.C.            | 0:0 |     | 4:1 | 2:3 | 0:3 | 2:2 | 0:1 | 2:3 | 3:0 | 2:0 | 1:4 | 1:2 | 3:0 | 1:1 | 0:2 | 0:1 | 1:4 |
| Bangor City               | 1:4 | 3:1 |     | 0:0 | 1:2 | 1:3 | 6:0 | 3:1 | 1:1 | 4:1 | 4:0 | 5:2 | 0:0 | 2:1 | 1:3 | 0:2 | 1:0 |
| Caernarfon Town           | 1:3 | 0:2 | 0:1 |     | 2:2 | 3:5 | 1:1 | 0:2 | 0:1 | 1:4 | 2:6 | 1:0 | 1:2 | 2:2 | 2:6 | 1:3 | 2:0 |
| Caersws                   | 0:1 | 0:0 | 0:1 | 1:1 |     | 1:7 | 2:1 | 2:1 | 3:3 | 3:3 | 0:3 | 0:1 | 1:4 | 0:1 | 1:1 | 0:2 | 1:3 |
| Carmarthen Town           | 1:0 | 2:1 | 2:2 | 4:1 | 2:0 |     | 4:0 | 1:3 | 1:0 | 1:3 | 0:2 | 2:0 | 1:0 | 1:1 | 1:1 | 0:0 | 2:4 |
| Cefn Druids               | 1:2 | 3:1 | 0:3 | 3:2 | 2:2 | 1:2 |     | 2:2 | 3:0 | 2:2 | 0:1 | 1:1 | 0:3 | 3:0 | 2:3 | 2:3 | 1:3 |
| Connah’s Quay Nomads F.C. | 1:0 | 1:2 | 3:0 | 2:2 | 4:3 | 4:1 | 1:0 |     | 2:2 | 5:3 | 0:1 | 2:1 | 2:1 | 1:0 | 0:2 | 0:0 | 1:3 |
| Cwmbran Town              | 2:0 | 2:2 | 0:1 | 0:3 | 2:5 | 4:5 | 3:2 | 0:1 |     | 0:0 | 2:2 | 0:2 | 1:2 | 2:3 | 2:3 | 0:5 | 1:4 |
| Haverfordwest County      | 1:1 | 5:1 | 2:0 | 2:1 | 1:0 | 0:1 | 0:1 | 0:0 | 2:0 |     | 1:1 | 3:2 | 1:2 | 1:1 | 0:1 | 0:3 | 0:1 |
| Llanelli AFC              | 1:3 | 4:0 | 3:0 | 4:2 | 0:0 | 1:1 | 3:1 | 1:1 | 5:1 | 3:2 |     | 3:2 | 0:0 | 5:0 | 6:0 | 1:2 | 2:3 |
| Newtown A.F.C.            | 1:1 | 1:1 | 2:1 | 0:1 | 0:1 | 1:1 | 0:2 | 0:1 | 2:3 | 1:0 | 0:2 |     | 1:2 | 0:0 | 0:6 | 0:4 | 0:4 |
| Port Talbot Town F.C.     | 1:3 | 0:2 | 0:5 | 7:1 | 0:0 | 1:0 | 1:1 | 0:1 | 2:0 | 1:4 | 1:0 | 2:1 |     | 1:2 | 3:2 | 2:1 | 0:0 |
| Porthmadog                | 0:4 | 1:1 | 1:2 | 2:2 | 4:0 | 3:0 | 3:0 | 1:2 | 2:2 | 0:3 | 1:1 | 2:3 | 1:1 |     | 1:2 | 1:2 | 2:1 |
| Rhyl FC                   | 3:0 | 4:0 | 3:1 | 0:0 | 4:0 | 1:0 | 2:2 | 2:1 | 1:0 | 3:2 | 2:2 | 2:2 | 2:0 | 2:1 |     | 0:0 | 0:0 |
| The New Saints F.C.       | 4:1 | 7:0 | 5:2 | 1:3 | 2:1 | 4:1 | 3:1 | 4:0 | 4:0 | 2:1 | 0:2 | 4:0 | 2:0 | 3:0 | 2:0 |     | 6:0 |
| Welshpool Town            | 1:0 | 6:3 | 1:1 | 3:0 | 1:0 | 1:1 | 4:2 | 0:0 | 1:1 | 0:0 | 0:2 | 1:0 | 0:1 | 3:1 | 1:1 | 1:0 |     |

## Lista strzelców
| Zawodnik            | Drużyna              | Bramki |
| ------------------- | -------------------- | ------ |
| Rhys Griffiths      | Llanelli AFC         | 30     |
| Marc Lloyd-Williams | Bangor City          | 19     |
| Jacob Mingorance    | Llanelli AFC         | 19     |
| John Toner          | The New Saints F.C.  | 17     |
| Jody Jenkins        | Haverfordwest County | 17     |
| Lee Hunt            | Rhyl FC              | 16     |
| Calvin Davies       | Welshpool Town       | 16     |
| Kaid Mohamed        | Carmarthen Town      | 15     |

Źródło:.

## Najlepsi w sezonie
| Trener   | Ken McKenna | The New Saints F.C. | [ 4 ] |
| Zawodnik | John Leah   | The New Saints F.C. | [ 5 ] |

## Stadiony
| Aberystwyth Town F.C.   | Airbus UK F.C.                             | Bangor City         | Caernarfon Town       | Caersws                    | Carmarthen Town              |
| ----------------------- | ------------------------------------------ | ------------------- | --------------------- | -------------------------- | ---------------------------- |
| Park Avenue             | Hollingsworth Group International Airfield | Farrar Road Stadium | The Oval              | Recreation Ground, Caersws | Richmond Park                |
| Pojemność: 2500         | Pojemność: 2100                            | Pojemność: 1500     | Pojemność: 3000       | Pojemność: 3500            | Pojemność: 3000              |
|                         |                                            |                     |                       |                            |                              |
| NEWI Cefn Druids A.F.C. | Connah’s Quay Nomads F.C.                  | Cwmbran Town        | Haverfordwest County  | Llanelli AFC               |                              |
| Plaskynaston Lane       | Deeside Stadium                            | Cwmbran Stadium     | Bridge Meadow Stadium | Stebonheath Park           |                              |
| Pojemność: 2000         | Pojemność: 5500                            | Pojemność: 10 500   | Pojemność: 2000       | Pojemność: 3700            |                              |
|                         |                                            |                     |                       |                            |                              |
| Newtown A.F.C.          | Port Talbot Town F.C.                      | Porthmadog          | Rhyl FC               | The New Saints F.C.        | Technogroup Welshpool Town   |
| Latham Park             | Victoria Road                              | Y Traeth Stadium    | Belle Vue             | Park Hall                  | Maes y Dre Recreation Ground |
| Pojemność: 5000         | Pojemność: 2500                            | Pojemność: 2000     | Pojemność: 3800       | Pojemność: 2000            | Pojemność: 3000              |
|                         |                                            |                     |                       |                            |                              |